# Holmgrenanthe
Holmgrenanthe je monotipski biljni rod iz porodice trpučevki. Jedina vrsta je sjevernoamerički endem H. petrophila , dio potporodice Antirrhinoideae. 
H. petrophila, među narodom poznata kao “Rock Lady” je endem Kalifornije, poznat je samo u okrugu Inyo. Njegovo središte je u regiji Death Valley NM, gdje je de facto zaštićen jer se pojavljuje na vapnenačkim liticama. Biljka je poznata na manje od 20 lokacija i nema poznatih prijetnji.

## Etimologija
Ime roda dana je u čast američkim botaničarima Arthur Herman Holmgren, 1912.–1992., Noel Herman Holmgren, rođ. 1937., i Patricia Kern Holmgren rođ. 1940, i grčkog anthos, cvijet. 

## Opis
Zeljasta višegodišnja biljka uspravne dlakave stabljike, naizmjeničnih listova speteljkama, rubovi bodljikavi. Cvatovi pazušni, cvjetovi pojedinačni; brakteje odsutne. Cvjetovi dvospolni; čašica 5, razdvojenih, lancetastih, čaška radijalno simetrična; vjenčić blijedožut, obostrano simetričan, režnjeva 5, abaksijalnih 3, adaksijalnih 2; prašnika 4, bazalno priraslih za vjenčić, dvostruki, niti žljezdasto dlakave; staminod 1, nitast; jajnik 1-lokularni, osovina posteljice; stigma čunjasta. Plodovi kapsule, dehiscencija lokulicidna. Sjemenke 30-70, žutosmeđe, poligonalno-piramidalne, bez krilaca.
Holmgrenanthe je definiran karakteristikama koje su jedinstvene ili neuobičajene u Antirrhineae: cespitozni habitus, listovi i čašice s spinuloznim rubovima, jednolokularni jajnik sa septumom u obliku slova T i foveolatne, piramidalne sjemenke. Na temelju svoje morfološke različitosti, Holmgrenanthe je prepoznat kao monotip od svog razgraničenja (D.A.Sutton 1988; E.Fischer 2004). U filogenetskim studijama temeljenim na morfološkim podacima, H. petrophila je bazalna u odnosu na druge rodove (M.Ghebrehiwet et al. 2000) ili je dio nerazriješene bazalne trihotomije među rodovima (W.J.Elisens 1985) unutar klade Maurandya (Maurandyinae). Bayesova analiza i analiza maksimalne vjerojatnosti nuklearnih ITS podataka u Antirrhineae (M.Fernández-Mazuecos et al. 2013) smjestile su Holmgrenanthe u kladu Cymbalaria koja se sastoji od dvije podvrste, jednu koja uključuje Holmgrenanthe i šest drugih rodova u podplemenu Maurandyinae, a drugu Asarina i Cymbalaria.

## Sinonimi
- Asarina petrophila (Coville & C.V.Morton) Pennell; Proc. Acad. Nat. Sci. Philad. 99: 175 (1947)
- Maurandella petrophila (Coville & C.V.Morton) Rothm.; Feddes Repert. lii. 27 (1943)
- Maurandya petrophila Coville & C.V.Morton; J. Washington Acad. Sci. 25: 292 (1935)